# Uredo panici-montani
Uredo panici-montani ist eine Ständerpilzart aus der Ordnung der Rostpilze (Pucciniales). Der Pilz ist ein Endoparasit des Süßgrases Panicum montanum. Symptome des Befalls durch die Art sind Rostflecken und Pusteln auf den Blattoberflächen der Wirtspflanzen. Sie ist ein Endemit Sri Lankas. Da bislang nur ihre Nebenfruchtform bekannt ist, wird sie in die Formgattung Uredo eingeordnet. 

## Merkmale

### Makroskopische Merkmale
Uredo panici-montani ist mit bloßem Auge nur anhand der auf der Oberfläche des Wirtes hervortretenden Sporenlager zu erkennen. Sie wachsen in Nestern, die als gelbliche bis braune Flecken und Pusteln auf den Blattoberflächen erscheinen.

### Mikroskopische Merkmale
Das Myzel von Uredo panici-montani wächst wie bei allen Uredo-Arten interzellulär und bildet Saugfäden, die in das Speichergewebe des Wirtes wachsen. Die Spermogonien und Aecien der Art sind nicht bekannt. Die unterseitig auf den Wirtsblättern wachsenden Uredien des Pilzes sind klein und gelbbraun. Ihre hellbraunen Uredosporen sind 20–25 × 17–20 µm groß, meist eiförmig und stachelwarzig. Die Telien der Art sind unbekannt.

## Verbreitung
Das bekannte Verbreitungsgebiet von Uredo panici-montani umfasst lediglich Sri Lanka.

## Ökologie
Die Wirtspflanze von Uredo panici-montani ist Panicum montanum. Der Pilz ernährt sich von den im Speichergewebe der Pflanzen vorhandenen Nährstoffen, seine Sporenlager brechen später durch die Blattoberfläche und setzen Sporen frei. Die Art durchläuft einen vermutlich makrozyklischen Entwicklungszyklus mit Spermogonien, Aecien, Uredien und Telien. Ob sie einen Wirtswechsel durchmacht, lässt sich mangels Aecien und Spermogonien nicht feststellen.